# Obroatis gatena
Obroatis gatena là một loài bướm đêm trong họ Erebidae.